# Paramerina tokararesea
Paramerina tokararesea är en tvåvingeart som beskrevs av Sasa och Suzuki 1995. Paramerina tokararesea ingår i släktet Paramerina och familjen fjädermyggor. Inga underarter finns listade i Catalogue of Life.